# Lepilemur ruficaudatus
Lépilémur à queue rousse
Espèce
Statut de conservation UICN

 CR  : 
En danger critique
Statut CITES
Le lépilémur à queue rousse (Lepilemur ruficaudatus) est une espèce de mammifères de la famille des Lepilemuridae.

## Répartition

Répartition de Lepilemur ruficaudatus à Madagascar.

Cette espèce vit dans le sud-ouest de Madagascar.